# Bellevue Town
Bellevue Town é uma Região censo-designada localizada no estado norte-americano de Wisconsin, no Condado de Brown.

## Demografia
Segundo o censo norte-americano de 2000, a sua população era de 11.828 habitantes.

## Geografia
De acordo com o United States Census Bureau tem uma área de 
37,1 km², dos quais 37,0 km² cobertos por terra e 0,1 km² cobertos por água.

## Localidades na vizinhança
O diagrama seguinte representa as localidades num raio de 16 km ao redor de Bellevue Town. 